# NERVA

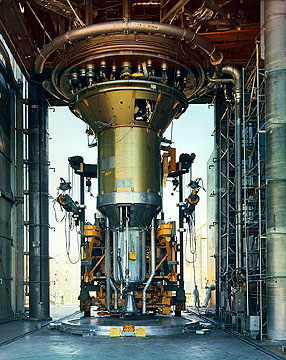

O Motor Nuclear para Aplicação em Veículos de Foguete (NERVA) foi um programa de desenvolvimento de motor de foguete térmico nuclear que durou cerca de duas décadas. Seu principal objetivo era "estabelecer uma base tecnológica para sistemas de motores de foguetes nucleares a serem utilizados no projeto e desenvolvimento de sistemas de propulsão para aplicações em missões espaciais". O NERVA foi um esforço conjunto da Comissão de Energia Atómica (AEC) e da Administração Nacional de Aeronáutica e Espaço (NASA), e foi gerido pelo Gabinete de Propulsão Nuclear Espacial (SNPO) até ao final do programa em Janeiro de 1973. O SNPO foi liderado por Harold Finger da NASA e Milton Klein da AEC.